# Jürgen Joedicke

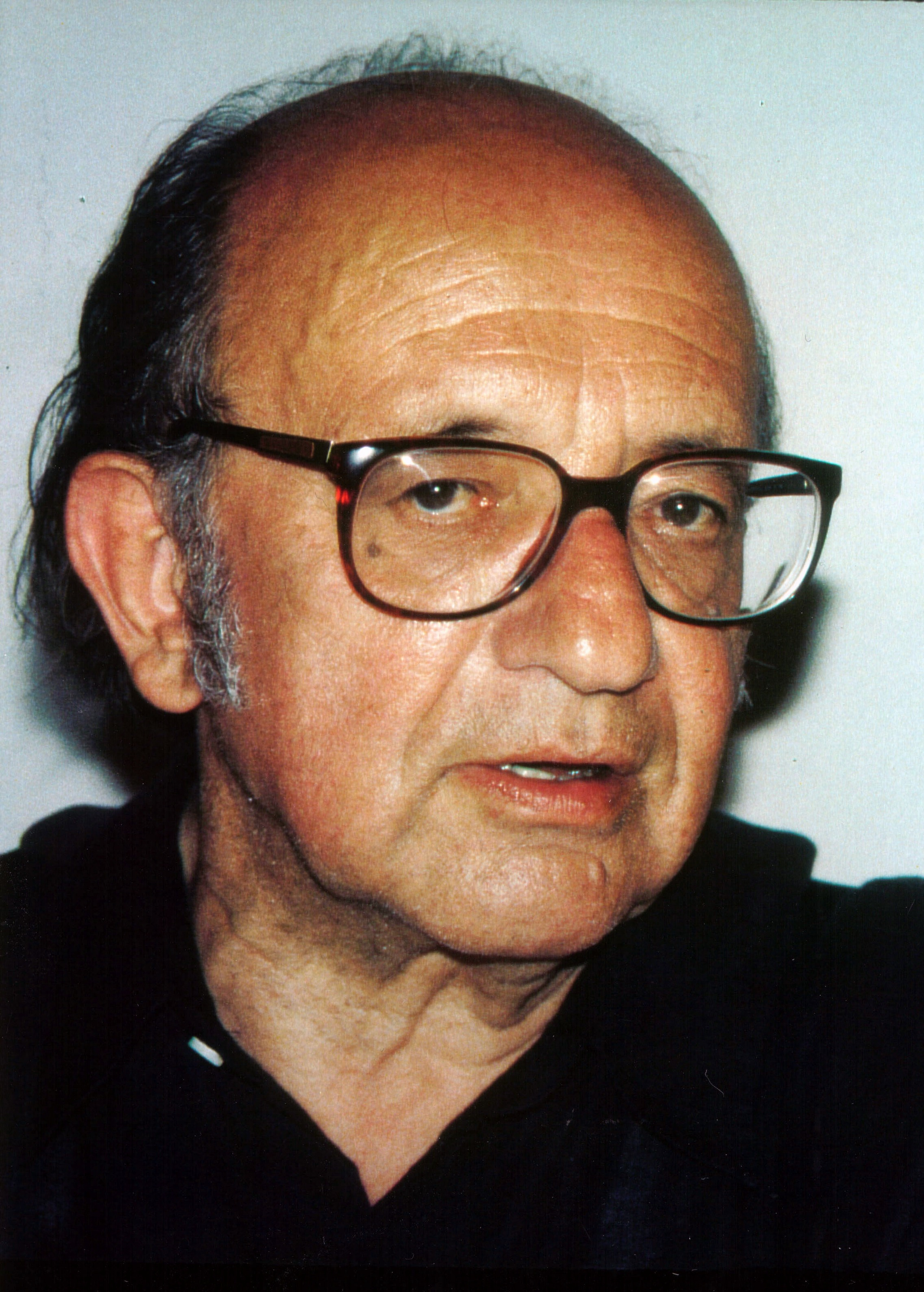
Jürgen Joedicke (2005)

Jürgen Joedicke (* 26. Juni 1925 in Erfurt; † 6. Mai 2015 in Stuttgart) war ein deutscher Architekt, Architekturtheoretiker und Hochschullehrer für Architektur.

## Leben
Jürgen Joedicke, Sohn eines Großhandelsvertreters, studierte nach dem Abitur und einer Betonbauerlehre von 1946 bis 1950 Architektur an der Hochschule für Baukunst und Bildende Künste Weimar. 1950 schloss er sein Studium mit dem Diplom ab und kam im selben Jahr aus der DDR an die Technische Hochschule Stuttgart. Dort unterrichtete er von 1950 bis 1956 als Assistent zunächst das Fach Tragwerkslehre. 1953 wurde Joedicke mit einer Dissertationsschrift zum Thema „Konstruktion und Form. Eine Untersuchung des Bauens von 1895 bis 1933 in Deutschland“ promoviert. 1958 erfolgte die Habilitation und Joedicke wurde Lehrbeauftragter und Dozent für Architekturtheorie und Entwicklungslinien der modernen Architektur. Er schuf damit entscheidende Voraussetzungen für eine Erweiterung der bis dahin bekannten Architekturlehre. 1963 folgte die Ernennung zum außerplanmäßigen Professor und 1967 die Berufung zum ordentlichen Professor. Von 1967 bis 1993 leitete er an der Technischen Hochschule Stuttgart das von ihm gegründete Institut für Grundlagen der modernen Architektur (IGMA). Dieses Institut war bundesweit das erste, das sich explizit mit „Architekturtheorie“ auseinandersetzte.
Ab 1957 war Joedicke außerdem als freier Architekt tätig und beschäftigte sich schwerpunktmäßig mit dem Krankenhausbau sowie Sport- und Bürobauten. 1967 gewann er – zusammen mit Günter Behnisch, Frei Otto, Fritz Auer und Heinz Isler – den Ideenwettbewerb für das Olympiagelände in München.
Joedicke war ab 1976 Ehrenmitglied des Ungarischen Architektenverbandes MESZ, 1980 erhielt er die Ehrendoktorwürde der Akademie für Baukunst und Bildende Künste Istanbul und 1986 die Ehrendoktorwürde der Universität Dortmund.
Jürgen Joedicke starb am 6. Mai 2015, wenige Wochen vor seinem 90. Geburtstag.

## Publizistische Tätigkeit
Von 1967 bis 1979 war Jürgen Joedicke als Redakteur der Architekturzeitschrift „Bauen+Wohnen“ (später: „Werk, Bauen + Wohnen“) in Zürich tätig. Darüber hinaus publizierte Joedicke zahlreiche Artikel und Bücher zur Architektur der Moderne, zu den Themen Architekturtheorie und architektonischer Raum sowie zum organischen Bauen. Seine Bücher wurden in mehrere Sprachen übersetzt.

## Werk

### Bauten und Entwürfe
- 1967–1968: Einfamilienhaus in Stuttgart-Möhringen
- 1967–1972: Olympiapark in München (Architekten: Günter Behnisch + Partner mit Jürgen Joedicke)
- 1986–1994: Klinikum II Nürnberg Süd, (Architekten: Joedicke + Joedicke; Mayer † – Haid; Fukerider – Röder; Geiselbrecht, Beeg und Partner)

### Schriften
- Konstruktion und Form. Eine Untersuchung des Bauens von 1895 bis 1933 in Deutschland. Stuttgart 1953. Digitalisat in den Digitalen Sammlungen der Universitätsbibliothek Stuttgart.

- Geschichte der Modernen Architektur. Stuttgart 1. Auflage 1958, 2. Auflage 1961.

(Lizenzausgaben: GB, London (1959, 1962); USA, New York (1959); CH, Teufen (1959); I, Florenz (1961), HU, Budapest (1961))
- Moderne Baukunst. Synthese aus Form, Funktion und Konstruktion. Frankfurt am Main 1959.
- Bürobauten. Stuttgart 1. Auflage 1959, 2. Auflage 1962.

- Herausgeber der Publikationsreihe Dokumente der modernen Architektur (Karl-Krämer-Verlag Stuttgart):
  - Band 1: Oscar Newman: CIAM 59 in Otterlo. Stuttgart 1961.
  - Band 2: Jürgen Joedicke: Schalenbau. Konstruktion und Gestaltung. Stuttgart 1962.
  - Band 3: Jürgen Joedicke: Architektur und Städtebau. Das Werk van den Broeck und Bakema. Stuttgart 1963.
  - Band 4: Heinrich Lauterbach / Jürgen Joedicke: Hugo Häring – Schriften, Entwürfe, Bauten. Stuttgart 1965.
  - Band 5: Reyner Banham: Brutalismus in der Architektur. Stuttgart 1966.
  - Band 6: Georges Candilis / Alexis Josic / Shadrach Woods: Ein Jahrzehnt Architektur und Stadtplanung. Stuttgart 1978.
  - Band 7: Jürgen Joedicke: Moderne Architektur. Strömungen und Tendenzen. Stuttgart 1969.
  - Band 8: Harald Deilmann / Jörg C. Kirschenmann / Herbert Pfeiffer: Wohnungsbau – Nutzungstypen, Grundrißtypen, Wohnungstypen, Gebäudetypen. Stuttgart 1973.
  - Band 9: Georges Candilis: Planen und Bauen für die Freizeit. Stuttgart 1972.
  - Band 10: Georges Candilis / Alexis Josic / Shadrach Woods: Toulouse le Mirail – Geburt einer neuen Stadt. Stuttgart 1975.
  - Band 11: Harald Deilmann / Gerhard Bickenbach / Herbert Pfeiffer: Wohnbereiche Wohnquartiere – Stadt, Vorort, Umland. Stuttgart 1977.
  - Band 12: Architectengemeenschap van den Broek en Bakema. Architektur-Urbanismus. Stuttgart 1976.
  - Band 13: Eberhard H. Zeidler: Multifunktionale Architektur. Stuttgart 1983.
  - Band 14: Arnulf Lüchinger: Strukturalismus in Architektur und Städtebau. Stuttgart 1981.
  - Band 15: Harald Deilmann / Gerhard Bickenbach / Herbert Pfeiffer: Wohnort Stadt. Stuttgart 1987.

- Für eine lebendige Baukunst. Stuttgart 1965.
- Angewandte Entwurfsmethodik für Architekten. Stuttgart 1976.
- (als Hrsg.): Das andere Bauen. Gedanken und Zeichnungen von Hugo Häring. Stuttgart 1982.
- Raum und Form in der Architektur. Stuttgart 1985.
- Architekturgeschichte des 20. Jahrhunderts. Von 1950 bis zur Gegenwart. Stuttgart 1990.
- (mit Joachim Andreas Joedicke, Hans-Peter Haid, Herbert Fukerider und Georg Geiselbrecht): Krankenhausbau auf neuen Wegen. Klinikum Nürnberg-Süd. Stuttgart 1995.
- Architekturgeschichte des 20. Jahrhunderts. Stuttgart 1998.
- Ein Haus unter Pinien. Erzählungen aus der Toskana. Darmstadt 1994.